# Colores (álbum de J Balvin)
Colores  es el cuarto álbum de estudio del cantante de reguetón colombiano J Balvin. Se lanzó el 19 de marzo de 2020 a través de Universal Music. Cada canción del álbum, a excepeción de «Arcoíris», tiene un video musical, dirigido por Colin Tilley. El álbum ganó Mejor Álbum Urbano en la 21ª entrega de los Grammys Latinos.

## Antecedentes
El concepto central del álbum son los colores, y cada pista lleva el nombre de un color con excepción de la pista «Arcoiris». Balvin colaboró con el artista japonés Takashi Murakami para los videos musicales, el álbum y las obras de arte individuales, que destacan las flores de Murakami, así como la marca de ropa estadounidense Guess en una colección cápsula inspirada en el álbum. El álbum se anunció inicialmente a finales de enero de 2020.

## Sencillos
Para su promoción se lanzó el sencillo principal «Blanco» el 15 de noviembre de 2019, seguido de «Morado» publicado el 9 de enero de 2020. El 27 de febrero del mismo año, junto con el pedido anticipado del álbum, se estrenó «Rojo» como el tercer sencillo de la producción, el vídeo musical dirigido por Colin Tilley narra una historia similar a la de la película Ghost, la sombra del amor de 1990.

## Lista de canciones
Adaptado de Apple Music.

| Colores |                            |                                                                                               |                                     |          |  |
| N.º     | Título                     | Escritor(es)                                                                                  | Productor(es)                       | Duración |  |
| 1.      | «Amarillo»                 | José Osorio Balvín, Alejandro Ramírez, Ronald Hernández, Giordano Ashruf y Rashid Badloe      | Sky Rompiendo, DJ Snake y Afro Bros | 2:38     |  |
| 2.      | «Azul»                     | Osorio, Ramírez, René Cano, Justin Quiles, Michael Brun y Jairo Bascope                       | Sky y Michael Brun                  | 3:26     |  |
| 3.      | «Rojo»                     | Osorio, Ramírez, Taiko, Quiles y Luis Ángel O'Neill                                           | Sky y Taiko                         | 2:31     |  |
| 4.      | «Rosa»                     | Osorio, Ramírez, Wesley Pentz, Cano, Hernández, Kevyn Cruz, Jasper Helderman y Bas Van Daalen | Diplo                               | 3:10     |  |
| 5.      | «Morado»                   | Osorio y Ramírez                                                                              | Sky                                 | 3:21     |  |
| 6.      | «Verde» (con Sky)          | Osorio, Ramírez y Ronald Spence                                                               | Sky y Ronny J                       | 2:23     |  |
| 7.      | «Negro»                    | Osorio, Ramírez, Dee Mad, Keityn y King Doudou                                                | King Doudou y Dee Mad               | 3:02     |  |
| 8.      | «Gris»                     | Osorio, Ramírez, Quiles, Cano y Brun                                                          | Sky                                 | 2:57     |  |
| 9.      | «Arcoíris» (feat. Mr Eazi) | Osorio, Ramírez, Brun y Ajibade Oluwatosin                                                    | Sky y Brun                          | 3:07     |  |
| 10.     | «Blanco»                   | Osorio, Ramírez y Cano                                                                        | Sky y Dee Mad                       | 2:26     |  |
| 28:52   |                            |                                                                                               |                                     |          |  |

## Posicionamiento en listas
| Listas (2020)                     | Mejor posición |
| --------------------------------- | -------------- |
| Alemania (Media Control Charts)   | 34             |
| Austria (Ö3 Austria Top 40)       | 35             |
| Bélgica (Ultratop) Flanders       | 66             |
| Bélgica (Ultratop) Wallonia       | 52             |
| Canadá (Billboard)                | 35             |
| España (PROMUSICAE)               | 2              |
| Estados Unidos (Billboard 200)    | 15             |
| Estados Unidos (Top Latin Albums) | 2              |
| Italia (FIMI)                     | 10             |
| México (AMPROFON)                 | 4              |
| Países Bajos (Album Top 100)      | 34             |
| Portugal (AFP)                    | 8              |
| Suecia (Sverigetopplistan)        | 31             |
| Suiza (Schweizer Hitparade)       | 9              |

## Certificaciones
| País (organismo certificador) | Certificación      | Unidades certificadas |
| ----------------------------- | ------------------ | --------------------- |
| España (PROMUSICAE)           | Oro                | 20 000                |
| Estados Unidos (RIAA)         | 3x Platino (latín) | 180 000               |
| México (AMPROFON)             | Oro                | 30 000                |

## Colores Tour
| Fecha                    | Ciudad        | País           | Lugar                                  |
| ------------------------ | ------------- | -------------- | -------------------------------------- |
| Norteamérica — Etapa 1   |               |                |                                        |
| 30 de agosto de 2019     | San Juan      | Puerto Rico    | Coliseo de Puerto Rico                 |
| 11 de septiembre de 2019 | Atlanta       | Estados Unidos | Infinite Energy Arena                  |
| 12 de septiembre de 2019 | Orlando       | Estados Unidos | Amway Center                           |
| 14 de septiembre de 2019 | Miami         | Estados Unidos | American Airlines Arena                |
| 20 de septiembre de 2019 | Detroit       | Estados Unidos | Fox Theatre                            |
| 21 de septiembre de 2019 | Toronto       | Canadá         | Scotiabank Arena                       |
| 25 de septiembre de 2019 | Uncasville    | Estados Unidos | Mohegan Sun Arena                      |
| 26 de septiembre de 2019 | Fairfax       | Estados Unidos | EagleBank Arena                        |
| 27 de septiembre de 2019 | Atlantic City | Estados Unidos | Borgata Resort Spa & Casino            |
| 28 de septiembre de 2019 | Boston        | Estados Unidos | Agganis Arena                          |
| 29 de septiembre de 2019 | Nueva York    | Estados Unidos | Madison Square Garden                  |
| 3 de octubre de 2019     | Tulsa         | Estados Unidos | BOK Center                             |
| 6 de octubre de 2019     | Hidalgo       | Estados Unidos | State Farm Hidalgo Arena               |
| 10 de octubre de 2019    | Lubbock       | Estados Unidos | United Supermarkets Arena              |
| 11 de octubre de 2019    | El Paso       | Estados Unidos | Don Haskins Center                     |
| 12 de octubre de 2019    | Phoenix       | Estados Unidos | Talking Stick Resort Arena             |
| 13 de octubre de 2019    | Chula Vista   | Estados Unidos | North Island Credit Union Amphitheatre |
| 17 de octubre de 2019    | San José      | Estados Unidos | SAP Center                             |
| 18 de octubre de 2019    | Reno          | Estados Unidos | Grand Sierra Resort                    |
| 19 de octubre de 2019    | Las Vegas     | Estados Unidos | Pearl Theater                          |
| 20 de octubre de 2019    | Bakersfield   | Estados Unidos | Rabobank Arena                         |
| 23 de octubre de 2019    | Santa Ynez    | Estados Unidos | Chumash Casino Resort                  |
| 24 de octubre de 2019    | Santa Ynez    | Estados Unidos | Chumash Casino Resort                  |
| 25 de octubre de 2019    | Rancho Mirage | Estados Unidos | Agua Caliente Casino Resort Spa        |
| 26 de octubre de 2019    | Los Ángeles   | Estados Unidos | Staples Center                         |